# Tectidrilus pictoni
Tectidrilus pictoni är en ringmaskart som först beskrevs av Erséus 1984.  Tectidrilus pictoni ingår i släktet Tectidrilus och familjen glattmaskar. Inga underarter finns listade i Catalogue of Life.